# Лохвицкий механико-технологический колледж
Лохвицкий механико-технологический колледж Полтавской государственной аграрной академии (укр. Лохвицький механіко-технологічний коледж Полтавської державної аграрної академії) - высшее учебное заведение в городе Заводское Лохвицкого района Полтавской области.

## История
В 1931 году в заводском посёлке при крупнейшем в СССР сахарном комбинате был открыт Лохвицкий вечерний химико-механический техникум, начавший подготовку кадров для комбината и других предприятий сахарной промышленности.
В ходе боевых действий Великой Отечественной войны и в период немецкой оккупации (12 сентября 1941 - 12 сентября 1943) учебное заведение пострадало, но в дальнейшем было восстановлено и возобновило работу.
В 1961 году учебное заведение было преобразовано в Лохвицкий техникум пищевой промышленности.
После провозглашения независимости Украины техникум был передан в ведение Государственного комитета пищевой промышленности Украины.
В марте 1995 года Верховная Рада Украины внесла техникум в перечень предприятий, учреждений и организаций, приватизация которых запрещена в связи с их общегосударственным значением.
В 2004 году Лохвицкий техникум пищевой промышленности вошёл в состав Полтавской государственной аграрной академии.
В целом, за первые 85 лет деятельности (с 1931 до ноября 2016 года) учебное заведение подготовило свыше 14 тыс. специалистов.

## Современное состояние
Колледж является высшим учебным заведением I уровня аккредитации, которое осуществляет подготовку младших специалистов по четырём специальностям ("Эксплуатация и ремонт оборудования пищевой промышленности", "Хранение и переработка зерна" и "Производство хлеба, кондитерских, макаронных изделий и пищевых концентратов", "Производство спиртных напитков и виноделие").
В составе колледжа - учебный корпус, библиотека, учебно-механическая мастерская, спортзал, общежитие, столовая и котельная.